# Vertrieu
Vertrieu este o comună în departamentul Isère din sud-estul Franței. În 2009 avea o populație de 661 de locuitori.

## Evoluția populației
| An        | 1975 | 1982 | 1990 | 1999 | 2006 | 2009 |
| --------- | ---- | ---- | ---- | ---- | ---- | ---- |
| Populație | 284  | 344  | 396  | 469  | 613  | 661  |